# Arima (Syrie)
Pour les articles homonymes, voir Arima.
Arima ou Al-Arimah (en arabe : العريمة, est une ville du nord-ouest de la Syrie située à mi-chemin entre les villes de Manbij et Al-Bab distante d'environ 40 kilomètres l'une de l'autre. En 2004, la ville comptait 2 839 habitants. Elle dépend administrativement du gouvernorat d'Alep et du district d'Al-Bab, dans le canton (nahié) du même nom, dont elle est le chef-lieu.
Arima est proche de Qabasin, al-Bab et Manbij.